# 短枝鱼藤
短枝鱼藤（学名：Derris breviramosa），为豆科的鱼藤属下的一个植物种。